# Route nationale 17 (Luxemburg)
Die Nationalstraße 17, abgekürzt N 17, ist eine ca. 13 km lange luxemburgische Verkehrsachse, die die Kantone Diekirch und Vianden miteinander verbindet. Ihr Beginn ist in der Diekircher Innenstadt zu finden, das Straßenende befindet sich in Vianden, direkt an der Grenze zwischen Luxemburg und Deutschland.

## Aktueller Verlauf
Der Beginn der N 17 ist die Abzweigung der von der die Innenstadt Diekirchs umrundenden N 7 Rue Clairefontaine.
Hinter Diekirch auf Höhe des interkommunalen Klärwerks der SIDEN in Bleesbrück verläuft sie wie die N 19 durch einen Kreisel, verlässt diesen in Richtung Norden und verläuft dann weiter in Richtung der Ortschaften Seltz, Tandel, Fuhren vorbei an der kurvigen Umfahrt des Burg Vianden bis in das Zentrum von Vianden, wo N 17 und N 10 sich kreuzen und einen kurzen Abschnitt auf gemeinsamer Trasse verlaufen.
Die N 17 trennt sich zu Beginn der Rue de la Frontière wieder vom gemeinsame Trassenverlauf und verläuft die letzten Meter in Richtung Grenze zwischen Luxemburg und Deutschland (Roth an der Our), um dann nahtlos in die deutsche Bundesstraße 50 überzugehen.

## Seitenäste der N 17

### N 17A
Über die Rue Alexis Heck in Diekirch verläuft der Ring der N 7 rund um die Innenstadt Diekirchs, tatsächlich ist dieser 295 m kurze Straßenabschnitt aber als Seitenast N 17A gewidmet.

### N 17B
Der 2,5 km lange Seitenast N 17B führt von der Kreuzung mit der N 17 in Furen über die Bëtteler Strooss nach Bëttel, wo sie in die N 10 einmündet und endet.

## Bildergalerie

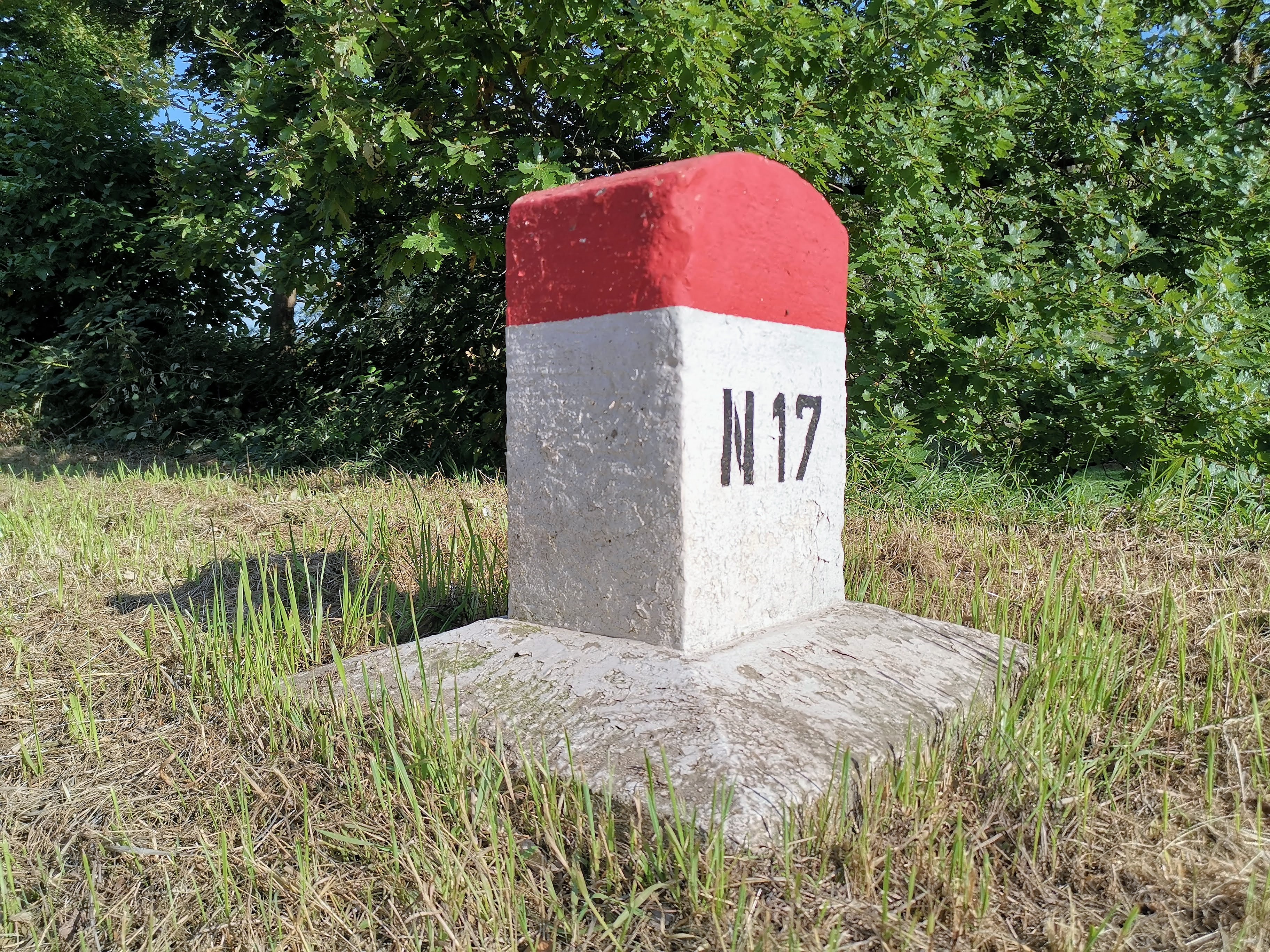
Kilometerstein an der N 17 in der Nähe von Gilsdorf
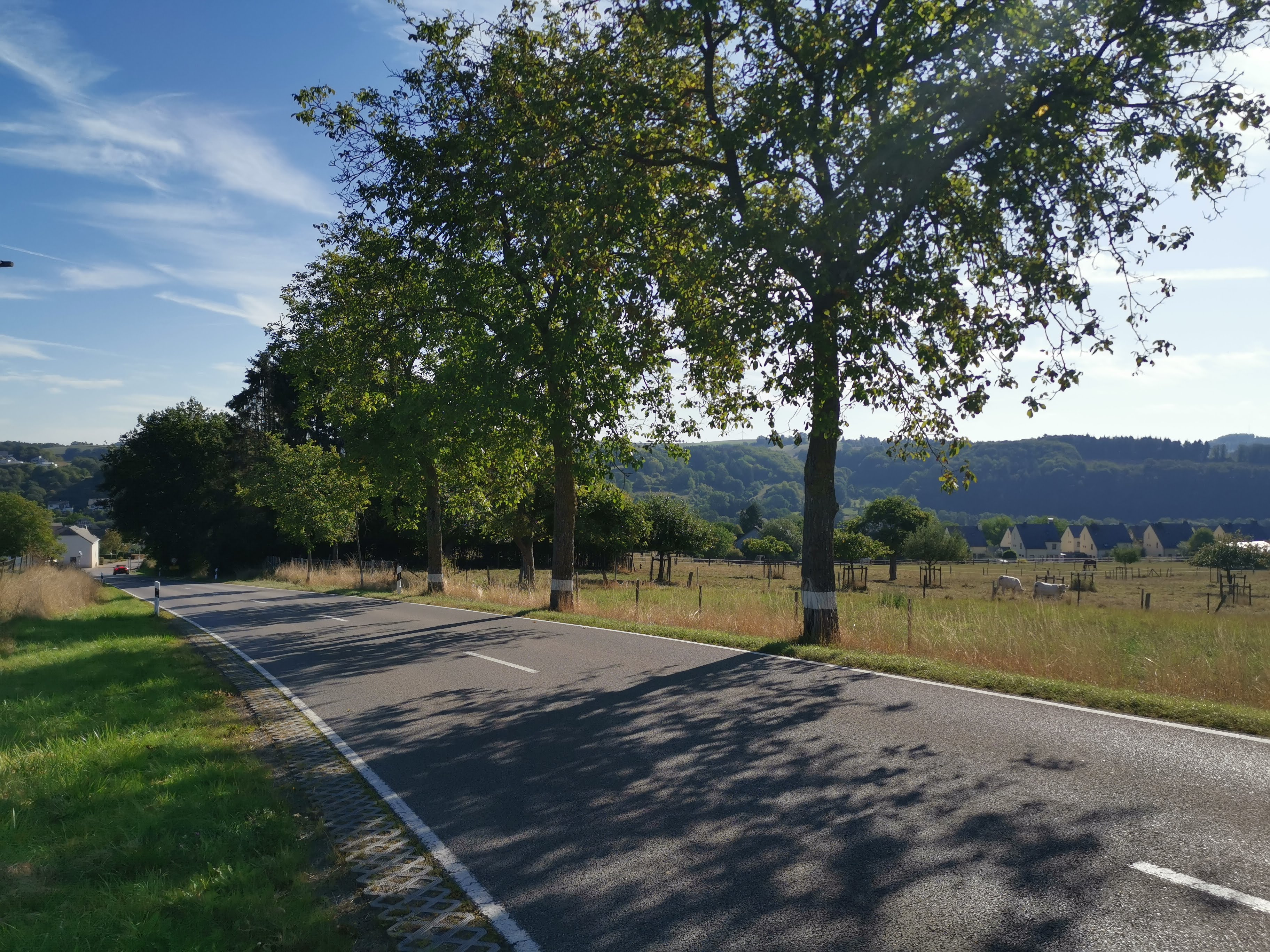
Seitenast N 17B bei Bettel